# Миль Маскарас
Аарон Родригес Арельяно (англ. Aarón Rodríguez Arellano, род. 15 июля 1942, Сан-Луис-Потоси) — мексиканский лучадор (рестлер), известный как Миль Маскарас (исп. Mil Máscaras).
Он считается одним из величайших борцов луча либре в Мексике — наряду с Эль-Санто и Голубым Демоном — и был назван первой международной суперзвездой луча либре. Миль Маскарас считается одним из самых влиятельных рестлеров всех времен за развитие и популяризацию стиля луча либре во всем мире, как на ринге, так и в качестве звезды 20 фильмов. Он также является выдающимся артистом и послом культуры своей страны и изображен на трех ее почтовых марках. Хотя он никогда не появлялся на публике без маски и его настоящая личность обычно держится в секрете из уважения к традициям луча либре, его настоящее имя известно благодаря появлению в титрах фильмов, в которых он снимался. Его имя по-испански означает «Тысяча масок».
Мил Маскарас был введен в Зал славы рестлинга в 2010 году и в Зал славы WWE в 2012 году. Он является членом одной из самых выдающихся семей рестлеров Мексики; его братья Хосе и Пабло выступают под именами Дос Карас и Сикоделико. Старший сын Хосе Альберто — бывший чемпион WWE, в настоящее время выступающий под именем Альберто Эль Патрон. Младший сын Хосе Гильермо выступает под именем Эль Ихо де Дос Карас. Сын Пабло Аарон более известен как Сикоделико-младший.

## Стиль
- Завершающие приёмы
  - Diving crossbody
  - Flying cross chop — изобрёл
- Коронные приёмы
  - Bearhug
  - Дропкик
  - Headstand Headscissors
  - Monkey flip
  - Plancha suicida
  - Scoop slam
  - Standing Indian deathlock / Double underhook combination
  - Suicide dive
  - Multiple surfboard variations
  - Paro Special (Inverted surfboard, сидя на шее противника)
  - Lotus lock
  - Standing surfboard
  - Vertical suplex

## Титулы и награды
- Alianza Latinoamericana de Lucha Libre

- Мировой чемпион ALLL в тяжёлом весе (1 раз)

- All Japan Pro Wrestling

- Американский чемпион PWF в тяжёлом весе (1 раз)

- Cauliflower Alley Club

- Включён в 2006 (без награды)

- Commission de Box y Lucha Libre Mexico D.F.

- Национальный чемпион Мексики в лёгком весе (2 раза)

- International Wrestling Association (Georgia)

- Мировой чемпион IWA в тяжёлом весе (1 раз + действующий)

- National Wrestling Alliance

- Член Зала Славы NWA (введён в 2009)

- NWA Big Time Wrestling — World Class Wrestling Association

- Американский чемпион NWA в парных боях (1 раз) — с Jose Lothario
- Техасский чемпион в парных боях (1 раз) — с Jose Lothario
- Мировой чемпион WCWA в парных боях (1 раз) — с Джеффом Дарреттом

- NWA Hollywood Wrestling

- Американский чемпион NWA в тяжёлом весе (3 раза)
- Американский чемпион NWA в парных боях (3 раза) — с Alfonso Dantés (1) и Рэем Мендозой (2)

- Зал славы и музей рестлинга

- (Введён в 2010)

- Pro Wrestling Illustrated

- PWI Самый популярный рестлер года (1975)
- PWI ставит его под № 94 в списке 500 лучших рестлеров 2003 года.
- PWI ставит его под № 128 в списке 500 лучших рестлеров 1993 года.

- Tokyo Sports Grand Prix

- Best Bout Award (1977) против Jumbo Tsuruta 15 августа

- World Wrestling Association (Los Angeles)

- Американский чемпион WWA в тяжёлом весе (1 раз)

- World Wrestling Association (Mexico)

- Мировой чемпион WWA в тяжёлом весе (2 раза)

- World Wrestling Entertainment

- Член Зала Славы WWE (введён в 2012 году)

- Wrestling Observer Newsletter awards

- Член Зала Славы WON (введён в 1996 году)